# Discestra projecta
Discestra projecta är en fjärilsart som beskrevs av Mcdunnough 1938. Discestra projecta ingår i släktet Discestra och familjen nattflyn. Inga underarter finns listade i Catalogue of Life.